# ルスモ滝

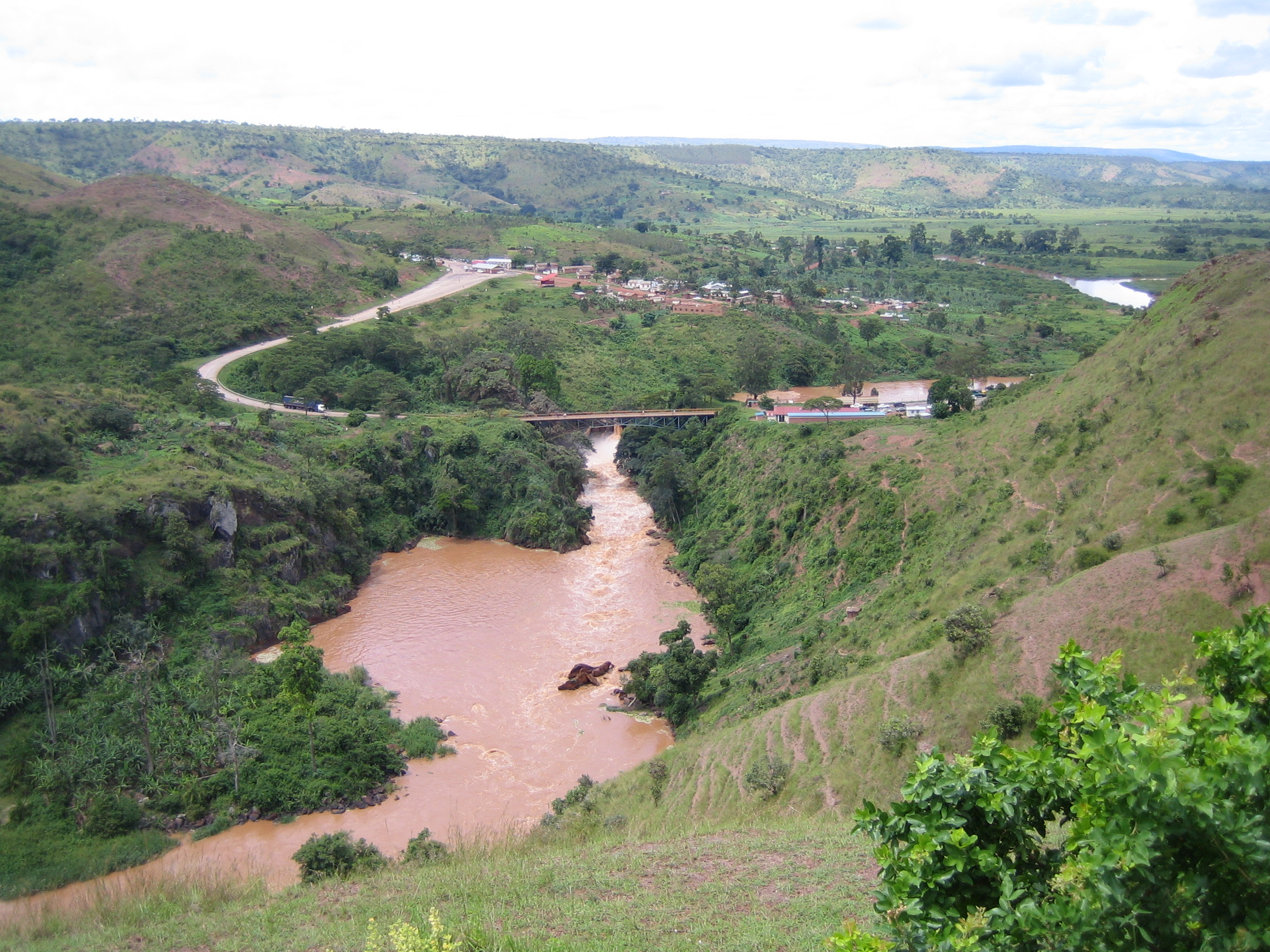
国境の橋。左：タンザニア。右：ルワンダ

ルスモ滝（ルスモたき、英語:Rusumo Falls、ルワンダ語:Isumo rya Rusumo）は、ルワンダとタンザニアの国境地域に位置するカゲラ川の滝、ナイル川の最奥地水源。高度の低い滝であり、渡河地点としてルワンダ史上重要な役割をして来た。

## 出来事
1894年、ルワンダへ訪れた最初のヨーロッパ人、グスタフ・アドルフ・フォン・ゲッツェン（ドイツ人）はここからそれまで彼らにとって未開であったニャンザのムワミ（Mwami、ルワンダ地域の伝統的王）の宮殿やキブ湖岸に至った。
1916年、第一次世界大戦時ベルギー軍はこの地点からルワンダへ侵攻。
1994年、ルワンダ虐殺時、数千の遺体が流れるカゲラ川を越え、大量の難民がタンザニアからビクトリア湖畔へ逃れた。